# Eric Wrixon
Eric Wrixon (* 29. června 1947, Belfast, Severní Irsko – † 13. července 2015) byl irský rockový klávesista. V roce 1964 stál u zrodu skupiny Them a v roce 1969 spoluzaložil skupinu Thin Lizzy. Byl též členem skupiny The People (později vydala jedno album pod názvem Eire Apparent).